# Koreanische Poesie
Koreanische Poesie bezeichnet Gedichte, die in Nord- und Südkorea und deren Vorgängerstaaten (z. B. Korea, Silla usw.) erstellt wurden, oder einfach nur auf Koreanisch geschrieben sind.

## Geschichte
Das älteste erhaltene Werk der Koreanischen Literatur Gongmudohaga suggeriert, dass schon vor der Zeit der Drei Reiche ab 1. Jahrhundert v. Chr. Lyrik gesungen wurden.
In der Zeit der Goryeo-Dynastie (918–1392), wurde das älteste vorhandene koreanische Epos, Dongmyeongwangpyeon vor 1241 von Yi Gyu-bo geschrieben. Es schildert die Heldentaten des Gründerkönigs Dongmyeong von Goguryeo.
Sijo ist die bekannteste Form der koreanischen Poesie, die in der Zeit der Joseon-Dynastie eine hohe Blüte erreichte, und Yun Seondo (1587–1671) war der Meister dieses Dichtungstils.